# Уралова, Евгения Владимировна
Евге́ния Влади́мировна Ура́лова (наст. имя — Евгения Трейтман; 19 июня 1940, Ленинград, СССР — 17 апреля 2020, Израиль) — советская и российская актриса театра и кино, заслуженная артистка РФ (1994).

## Биография
Родилась 19 июня 1940 года в Ленинграде.
Ребёнком вместе с матерью была вывезена из блокадного Ленинграда. По дороге они попали в окружение, некоторое время жили в партизанском отряде. Затем жила в Изборске. По окончании Великой Отечественной войны вернулась в Ленинград, жила с мамой в сарае, поскольку свободной квартиры не было. В школе училась плохо.
Занималась в любительском театре-студии. Дебютировала в кино в фильме «Повесть о молодожёнах» в эпизодической роли подруги героини. На гонорар мама сшила ей твидовое пальто.
После школы окончила техническое училище и распределилась на завод чертёжницей. За компанию с подругой пошла поступать в театральный институт и поступила. Училась на вечернем отделении Ленинградского института театра, музыки и кинематографии и при этом работала в разных местах дворником, лаборанткой, уборщицей.
В 1964 году окончила Ленинградский институт театра, музыки и кинематографии, курс Ф. М. Никитина. Переехала в Москву вместе со Всеволодом Шиловским. Тогда же взяла творческий псевдоним — Уралова.
С 1965 года — актриса Московского драматического театра имени Ермоловой.
Кроме последующей многолетней работы в этом театре, Евгения Уралова снялась в более чем 40 кинофильмах, но наиболее известна по главной роли в фильме Марлена Хуциева «Июльский дождь» (1966).
В 1994 году получила звание Заслуженной артистки Российской Федерации.
Последняя работа — драма «Скажи правду» (2019).
Скончалась в израильской больнице 17 апреля 2020 года на 80-м году жизни после тяжёлой болезни. Похоронена 20 апреля 2020 года в Израиле на кладбище в г. Пардес-Хана-Каркур.

### Личная жизнь
В 1961 году её жених Юрий Гаккель, ассистент оператора на киностудии «Ленфильм», утонул в Феодосии на съёмках фильма «Барьер неизвестности». На тот момент актриса была беременна от него двойней, но его смерть спровоцировала у неё выкидыш.
Трижды была замужем:
Первый муж — Николай Подлесов, художник;
Второй муж — Всеволод Шиловский (род. 1938), актёр, режиссёр, педагог, народный артист РСФСР (1986);
Третий муж (с 1967 по 1974) — Юрий Визбор (1934—1984), советский автор-исполнитель песен, поэт, киноактёр, писатель, журналист, киносценарист и драматург. Познакомилась с ним во время съёмок фильма «Июльский дождь»; Существует версия, что именно Евгении Ураловой Визбор посвятил песню «Милая моя, солнышко лесное».
- Дочь — Анна Юрьевна Уралова, замужем, работает преподавателем в МГТУ имени Баумана. [источник не указан 115 дней]
  - Две внучки

## Творчество

### Роли в театре
- 1973 — «Месяц в деревне» И. С. Тургенева. Режиссёр: Екатерина Еланская — Наталья Петровна
- 1975 — «Кружилиха», телеспектакль, по роману Веры Пановой

### Фильмография
| Год  |     | Название                                  | Роль                                  |
| ---- | --- | ----------------------------------------- | ------------------------------------- |
| 1959 | ф   | Повесть о молодожёнах                     | Вера, подруга Шуры                    |
| 1966 | ф   | Июльский дождь                            | Лена                                  |
| 1968 | ф   | В день свадьбы                            | Клава                                 |
| 1968 | тсп | Тёмные аллеи (миниатюра «В Париже»)       | Ольга Александровна                   |
| 1968 | ф   | Десятая доля пути                         | эпизод                                |
| 1969 | кор | Рудольфио                                 | эпизод                                |
| 1969 | ф   | Свой                                      | Ирина Кошелева                        |
| 1970 | тф  | Моя улица                                 | Нина                                  |
| 1970 | ф   | Севастополь                               | Жека                                  |
| 1971 | ф   | У нас на заводе                           | Клавдия Кудлай                        |
| 1972 | ф   | Визит вежливости                          | официантка                            |
| 1972 | ф   | Круг                                      | Фролова                               |
| 1972 | тф  | Масштабные ребята                         | учительница                           |
| 1973 | ф   | Ни слова о футболе                        | мать Нади Коротковой                  |
| 1973 | тсп | Месяц в деревне                           | Наталья Петровна                      |
| 1974 | тф  | Осенние грозы                             | Ольга                                 |
| 1975 | ф   | В ожидании чуда                           | мать Инны                             |
| 1976 | ф   | Аты-баты, шли солдаты…                    | Анна                                  |
| 1977 | ф   | Родные                                    | Галина                                |
| 1977 | тф  | Семья Зацепиных                           | Ирина                                 |
| 1977 | тф  | Старые друзья                             | Имя персонажа не указано              |
| 1978 | ф   | Плата за истину                           | Ольга                                 |
| 1979 | тф  | Подготовка к экзамену                     | мать                                  |
| 1981 | тф  | Следствие ведут ЗнаТоКи. Из жизни фруктов | Чугунникова                           |
| 1982 | ф   | Лебеди в пруду                            | Имя персонажа не указано              |
| 1982 | тф  | Пространство для манёвра                  | Раиса Кирилловна                      |
| 1982 | ф   | Случай в квадрате 36-80                   | Надежда Павловна                      |
| 1983 | тф  | В городе хорошая погода…                  | Прокшина                              |
| 1985 | тф  | Город над головой                         | Соня                                  |
| 1985 | тф  | Друзей не выбирают                        | Юлия Фёдоровна                        |
| 1985 | ф   | Соперницы                                 | Мать Наташи, вагоновожатая            |
| 1986 | ф   | Встречная полоса 1986                     | Нина, бывшая жена Игоря Степановича   |
| 1986 | ф   | Приближение к будущему                    | Лунина                                |
| 1988 | тф  | Во бору брусника                          | дочь                                  |
| 1989 | ф   | Закон                                     | Любовь Петровна Ивантеева, вдова зека |
| 1992 | ф   | Игра                                      | Клавдия // Клотильда                  |
| 1992 | с   | Мелочи жизни                              | Тамара, руководитель телепрограммы    |
| 1992 | тф  | Милостивые государи                       | Имя персонажа не указано              |
| 1992 | ф   | Помнишь запах сирени…                     | Клара                                 |
| 1994 | ф   | Чёрный клоун                              | Эда                                   |
| 1996 | ф   | Президент и его женщина                   | Имя персонажа не указано              |
| 2004 | с   | Дети Арбата                               | Глинская                              |
| 2005 | с   | Умножающий печаль                         | мать Серебровского                    |
| 2006 | с   | Тёмный инстинкт                           | Шура                                  |
| 2008 | с   | Общая терапия                             | мать Романа                           |
| 2010 | ф   | Рита                                      | Анна Петровна                         |

## Признание и награды
- Заслуженная артистка Российской Федерации (6 июля 1994 года) — за заслуги в области театрального искусства[9].